# Birmingham Open 1991
Il Birmingham Open 1991 è stato un torneo di tennis giocato sul sintetico indoor. È stata la 1ª edizione del torneo, che fa parte della categoria ATP World Series nell'ambito dell'ATP Tour 1991. Si è giocato a Birmingham in Gran Bretagna dal 4 al 10 novembre 1991.

## Campioni

### Singolare maschile
Michael Chang ha battuto in finale  Guillaume Raoux con il punteggio di 6–3, 6–2

### Doppio maschile
Jacco Eltingh /  Paul Wekesa hanno battuto in finale  Ronnie Båthman /  Rikard Bergh con il punteggio di 7–5, 7–5